# 大胡神社
大胡神社（おおごじんじゃ）は群馬県前橋市河原浜町にある神社。旧社格は郷社。かつては南に位置する大胡城の鎮守であり、明治時代中期までは近戸神社と称した。

## 歴史
三夜沢赤城神社より分祀されたと伝わるが、その年代は不詳。
社伝によると当社の南にある大胡城内に二宮赤城神社の別当寺の玉蔵院があり、当初は二宮系統の近戸神社だったとみられる。天正年間に大胡城主大胡常陸介高繁が信仰し、天正17年（1589年）に高繁は三夜沢赤城神社神官・奈良原紀伊守に宛てて大胡城鎮守の近戸神社奉祭のために奈良原父子のいずれかが来て祀ってほしい旨の書状を出している。これ以降奈良原氏が奉斎している。具体的には「三夜沢赤城神社奈良原紀伊守宛の書状」で大胡城主の大胡常陸之介高繁が三夜沢赤城神社の神官に、城の守護として赤城明神を祀りたいと申し出ており、ここから三夜沢系統の近戸神社に変化したとみられる。
二宮赤城神社から三夜沢赤城神社へ神体が往復する御神幸では休憩地となる。
明治42年（1909年）6月に近戸大明神を改めて大胡神社と称した。
明治42年（1909年）6月5日に勢多郡大胡町内の大胡町村社・菅原神社、茂木村村社・熱田神社、堀越村村社・諏訪神社、滝窪村村社・八柱神社、横沢村村社・赤城神社、樋越村村社・八坂神社、上大屋村村社・八坂神社などを合祀。明治43年（1910年）8月12日に勢多郡桂萱村の堀ノ下村村社・熊野神社などを合祀。
昭和18年（1943年）に東からの参道を南向きに付け替えた。
昭和19年（1944年）4月26日、郷社となった。

## 境内
拝殿の向かって右に神楽殿があり、毎年神楽が奉納される。
大胡町大胡の出身で、公選初代の大胡町長を務めた後、群馬県議会議員に5期連続当選、県議会議長を務めた岡田義正の顕彰碑がある。

## 祭神
- 大己貴命
- 豊城入彦命
- ほか43柱
- 相殿8柱

## 祭礼

### 太々神楽（前橋市重要無形民俗文化財）
境内の神楽殿で毎年4月10日の祭日に奉納される豊作祈願の神楽。足軽町地区の太々神楽保存会によって奉納される。十三座の神楽が舞われる。かつては河原浜地区と足軽町地区で交互に奉納していたが、現在では足軽町だけとなっている。

### 大胡祇園まつり
毎年7月最終の土曜・日曜2日間で行われる祭。八坂神社（大胡町）の祭礼だが、神体の幣束は大胡神社から与えられる。

## 文化財

### 前橋市指定文化財
前橋市指定重要文化財
- 大胡神社の算額（平成6年4月5日指定）[8] - 大正4年（1915年）に大原福太郎が奉納したもの。大原福太郎の和算の師は船津正武（伝次平）であるという。大正時代の和算の算学は全国的にも珍しい[9]。

前橋市指定重要無形民俗文化財
- 大胡神社太々神楽（昭和44年7月7日指定）[8]

前橋市指定天然記念物
- 大胡神社のムクロジ（平成20年3月19日）[8] - 推定樹齢300年以上、目通り周3.7メートル、高さ25メートル[10]。

## 所在地
- 群馬県前橋市河原浜町615

## アクセス
- 北関東自動車道駒形ICより約20分
- 上毛電気鉄道大胡駅より徒歩25分

## 周辺
- 大胡城址
- 群馬県道16号
- 荒砥川
- 養林寺